# ناحية غوهران
ناحية غوهران (بالفارسية: بخش گوهران) هي ناحية من نواحي مقاطعة بشاكرد التابعة لمحافظة هرمزغان في إيران. وقد بلغ عدد سكانها في إحصاء السكان عام 2006 ميلادية 13,017 نسمة، في 2,906 عائلة. يتبع هذه الناحية قسم ريفي واحد هو قسم غوهران الريفي.